# Teya Dora
Teodora Pavlovska, művésznevén Teya Dora (Bor, 1992. május 1. – ) szerb énekesnő, zeneszerző. Ő képviselte Szerbiát a 2024-es Eurovíziós Dalfesztiválon, Malmőben, a Ramonda című dalával.

## Magánélete
Pavlovska 1992. május 1-jén született Borban, Jugoszláviában. Belgrádba költözése után elkezdett zeneiskolába járni, melynek révén ösztöndíjat kapott a bostoni Berklee College of Music-ba. A Berklee-n ugyanabba az osztályba járt, mint Charlie Puth. A főiskola elvégzése után Pavlovska New Yorkban élt, ahol dalszerzőként dolgozott.

## Pályafutása
Miután 2018-ban visszatért Szerbiába, kezdetben Nikolijával együtt kezdett el dolgozni, majd megírta a Nema limita című dalt. Más szerb művésznek is szerzett dalokat, többek között Nataša Bekvalacnak és Anastasija Ražnatovićnak. Teya Dora a Da na meni je című kislemezével debütált, amely 2019 júliusában jelent meg a Bassivity Digital kiadásában.
Számos további kislemez kiadását követően Teya Dora 2023-ban lett szélesebb körökben ismert, a Južni vetar: Na granici című televíziós sorozat filmzenéjének főcímdalával, a Džanummal. A dal nemzetközileg is népszerű lett, a TikTokon erre a zenére készült el a Moye moye elnevezésű mém. A Džanumot különösen sokszor használták a belgrádi iskolai lövöldözést követő tüntetések idején. A Džanum hivatalos videoklipjét több mint 75 millióan nézték meg a YouTube-on, és több mint százmillióan streamelték a Spotify-on. Ezenkívül a kislemez a negyedik helyet érte el a Spotify Top Songs Global listáján május 22-én, miközben Teya Dora lett a harmadik szerb előadó, akinek több mint egymillió havi hallgatója lett a streaming szolgáltatónál. A másik kettő, Konstrakta és Luke Black az Eurovíziós Dalfesztiválon való részvétele során érte el ezt. A Džanum a Billboard Croatia Songs toplistáján is bekerült a legjobb tíz közé.
2023. december 21-én a Radio Televizija Srbije bejelentette, hogy az énekesnő résztvevője lesz a 2024-es Pesma za Evroviziju szerb eurovíziós nemzeti válogatónak. Ramonda című versenydalát a február 29-i második elődöntőben adta elő először, ahonnan továbbjutott a döntőbe. A március 2-án rendezett döntőben a zsűri és a nézők szavazatai alapján megnyerte a válogatóműsort, így ő képviselhette hazáját az Eurovíziós Dalfesztiválon. A dalfesztivál május 7-én rendezett első elődöntőjéből tizedik helyezettként jutott tovább a döntőbe, ahol a tizenhetedik helyen végzett.
Az Eurovíziós Dalfesztivált követően jelentette be, hogy a Mimicának szerzett Koeko című dallal jelentkeztek a 2024-es horvát eurovíziós válogatóműsorba, a Dorába, azonban nem választották be az elődöntős mezőnybe.

## Diszkográfia

### Kislemezek
- Da na meni je	(2019)
- Oluja	(2020)
- Ulice	(2021, Nikolijával közösen)
- U ilegali	(2022)
- Vozi me (2022)
- Džanum (2023)
- Atamala (2023, Albinóval közösen)
- Ramonda (2024)